# Денишівський чавуноливарний завод
Денишівський чавуноливарний завод — металургійний завод у селі Дениші Троянівської волості Житомирського повіту Волинської губернії. Діяв у 1848—1901 роках.
Денишівське підприємство мало одну доменну піч, для того часу доволі велику — заввишки 14,8 м. Повітродувними циліндрами у доменну піч подавалося нагріте повітря за допомогою парової машини потужністю 16 кінських сил. Планувалося будівництво пудлінгової печі для переробки чавуну на ковке залізо. Спочатку завод діяв недовго й був зупинений у 1854 році.
1873 року у Києві було утворено товариство на паях, яке взяло Денишівський завод в оренду на 24 роки. Напівзруйнований завод у короткі строки було відбудовано та значною мірою реконструйовано і він невдовзі став центром металургії Волині. Було збільшено розміри домни, збудована прокатна фабрика, що мала парову машину, паровий молот вагою 2 т, пудлінгові й зварювальні печі.
Для освоєння доменної плавки й виробки заліза на Денишівський завод були запрошені на два роки 2 майстри з Уралу. Продуктивність підприємства було збільшено майже у 10 разів. 1876 року у журналі «Записки Русского технического общества» була опублікована стаття, в якій розглядався стан й перспективи розвитку металургії на Волині й виробництва на Денишівському заводі. В статті висловлювалася думка, що за сприятливих умов Денишівським товариством може бути організована виплавка сталі у кількості 1 млн. пудів на рік. Пропонувалася думка про використання у роботі заводу не лише місцевого деревного вугілля але й довізного кам'яного вугілля. Фактично за період 1874—1881 роки Денишівським заводом було виплавлено 530 тис. пудів чавуну, тобто в середньому приблизно 67 тис. пудів на рік.
1878 року Денишівським товариством було взято в оренду ще й Високопічанський доменний завод.
У 1890-х роках річна продуктивність Денишівського заводу становила в середньому 76 тис. пудів.
Денишівське товариство покладало великі надії на отримання вигідних урядових замовлень на рейки і організацію в значних масштабах рейкопрокатного виробництва, але ці надії не виправдалися через те, що деревновугільна металургія не змогла конкурувати з металургією на мінеральному паливі на півдні України, що дуже швидко розвивалася в той час й могла давати більше продукції. Крім того на початку 1895 року Державна рада ввела гірський податок на поліські чавуноплавильні підприємства на загальних засадах. До цього вони не сплачували гірського податку, що ставило їх в дещо сприятливіші економічні умови.
Під час економічної кризи 1901 року Денишівський завод припинив роботу.
У Житомирському краєзнавчому музеї є експозиція, присвячена діяльності Денишівського заводу.